# Sandown Fort

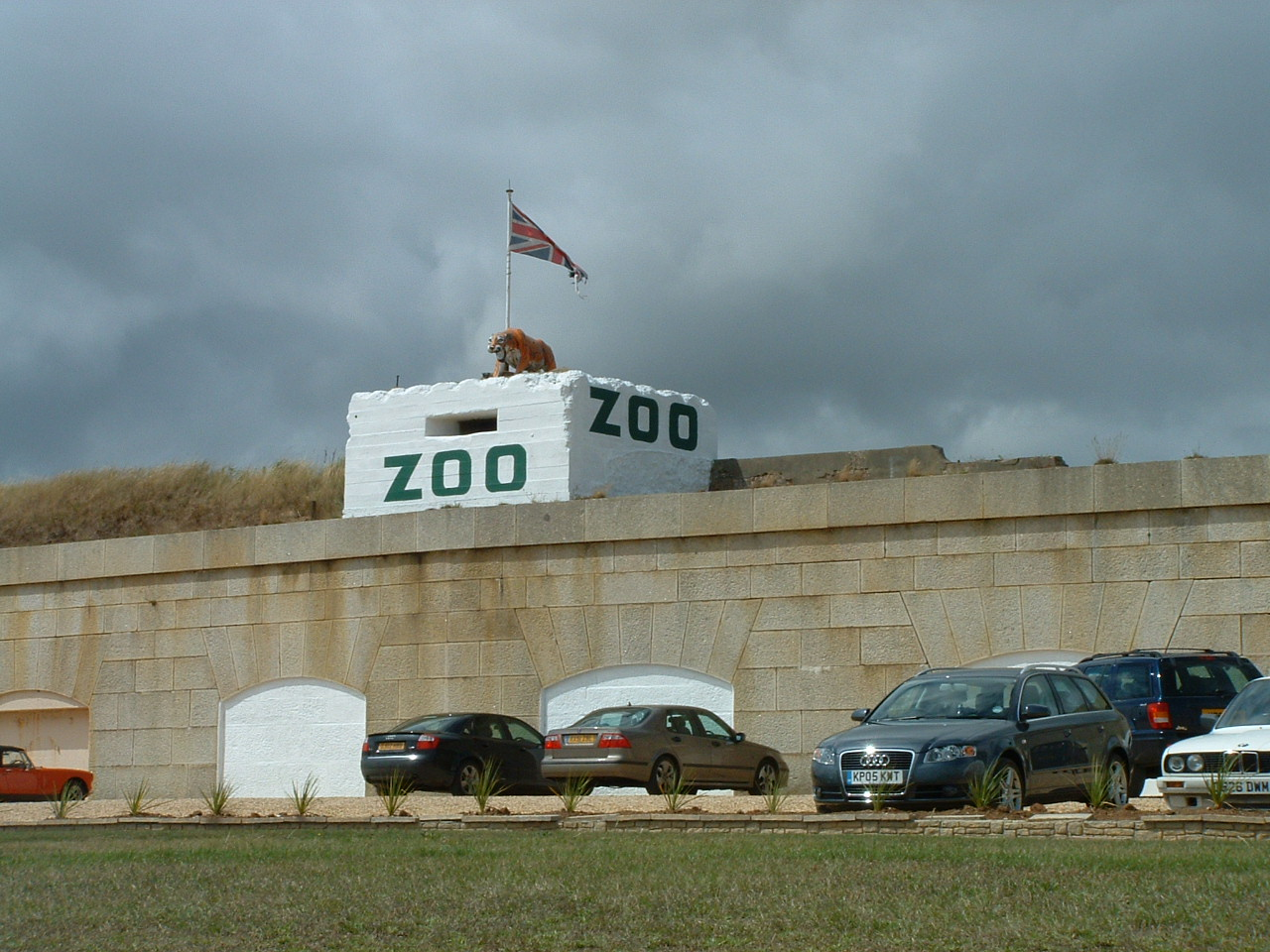
Der größte Teil von Sandown Fort gehört heute zum Zoo der Insel.

Sandown Fort ist ein Artilleriefort in Sandown an der Sandown Bay auf der englischen Isle of Wight. Es handelt sich um eines der vielen Palmerston Forts, die auf der Insel gebaut wurden, um eine befürchtete französische Invasion abzuwehren. Der Bau des Forts begann im April 1861 und endete im September 1864. Die Baukosten betrugen £ 73.876. In späteren Dokumenten wird die Burg auch oft als Granite Fort bezeichnet, weil es aus Granit erbaut wurde. Heute ist die Burg in Besitz des Zoos der Isle of Wight.